# Acacia platycarpa
Acacia platycarpa är en ärtväxtart som beskrevs av Ferdinand von Mueller. Acacia platycarpa ingår i släktet akacior, och familjen ärtväxter. Inga underarter finns listade i Catalogue of Life.